# Инада, Эцуко
Эцуко Инада (яп. 稲田悦子 Инада Эцуко, Etsuko Inada, 8 февраля 1924 — 8 июля 2003 года) — японская фигуристка, выступавшая в женском одиночном разряде. Шестикратная чемпионка Японии по фигурному катанию. Она представляла Японию на Зимних Олимпийских играх 1936 года, где заняла десятое место. В то время Инаде было 12 лет.

## Достижения
| Соревнование                   | 1933—1934 | 1934—1935 | 1935—1936 | 1936—1937 | 1937—1938 | 1938—1939 | 1939—1940 | 1940—1941 | 1950—1951 |
| ------------------------------ | --------- | --------- | --------- | --------- | --------- | --------- | --------- | --------- | --------- |
| Зимние Олимпийские игры        |           |           | 10        |           |           |           |           |           |           |
| Чемпионат мира                 |           |           | 10        |           |           |           |           |           | 21        |
| Чемпионат Европы               |           |           | 9         |           |           |           |           |           |           |
| Чемпионат Японии               |           | 1         |           | 1         | 1         | 1         | 1         | 1         | 1         |
| Чемпионат Японии среди юниоров | 1         |           |           |           |           |           |           |           |           |